# 淺漬

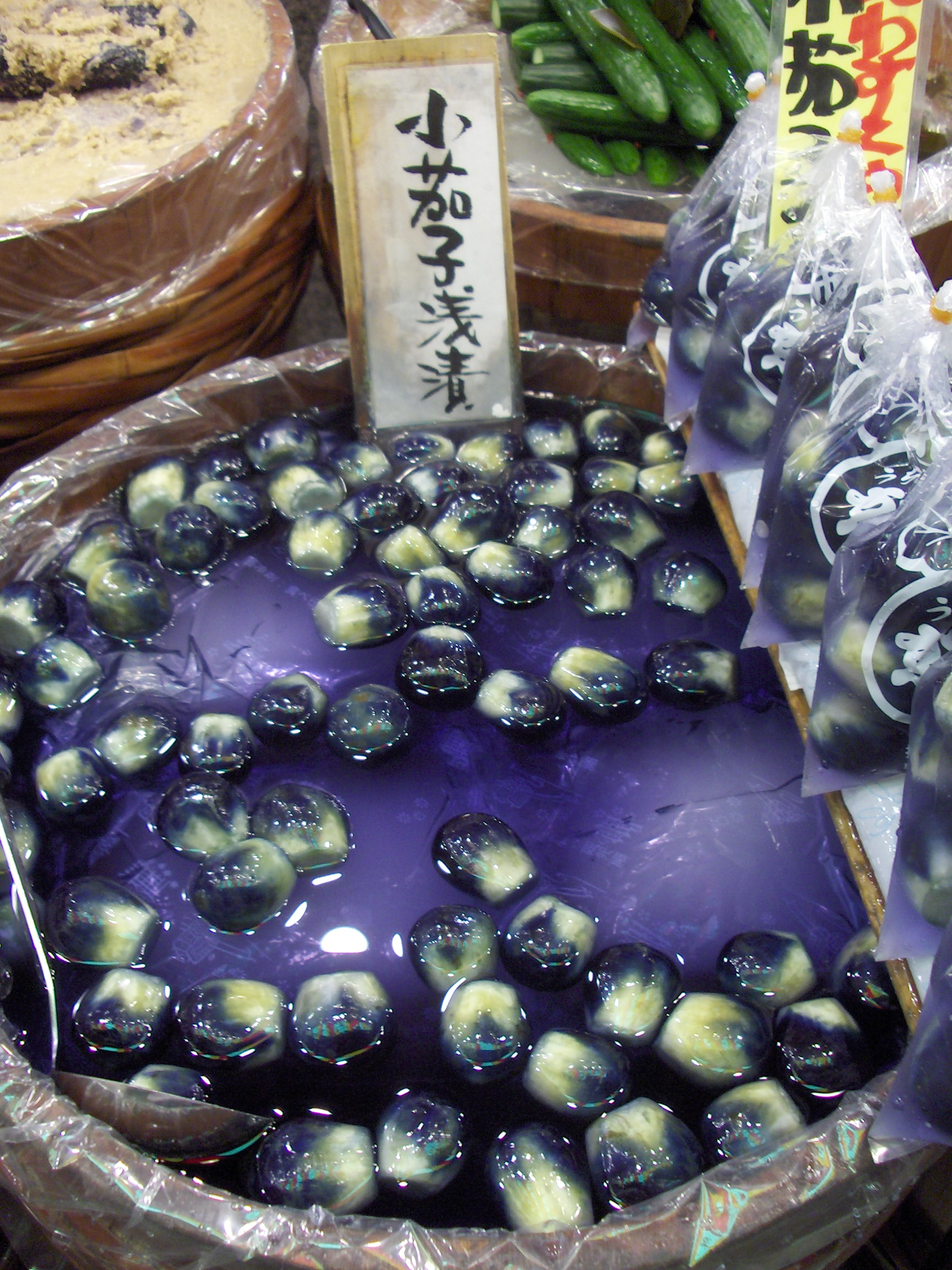
小茄子浅漬（京都・錦市場）

淺漬（日语：浅漬け）是日本的一種漬物，主要原料是黃瓜、蘿蔔、茄子等蔬菜。淺漬的製作時間較短，又稱即席漬、一夜漬、新香。和浅漬相對的是製作時間較長的古漬。一般淺漬的酸鹼性約為pH5。

## 外部連結
- 漬物ポータルサイト（全日本漬物協同組合連合会） （页面存档备份，存于）